# George Coșbuc
George Coșbuc (pronunciat en romanès: [ˈDʒe̯ordʒe koʃˈbuk]; 20 de setembre de 1866 - 9 de maig de 1918) va ser un poeta, traductor, professor i periodista romanès, més recordat pels seus versos que descrivien, lloaven i elogiaven la vida rural, les seves nombroses dificultats però també les seves ocasions d'alegria. El 1916 va ser elegit membre titular de l'Acadèmia Romanesa.

## Biografia

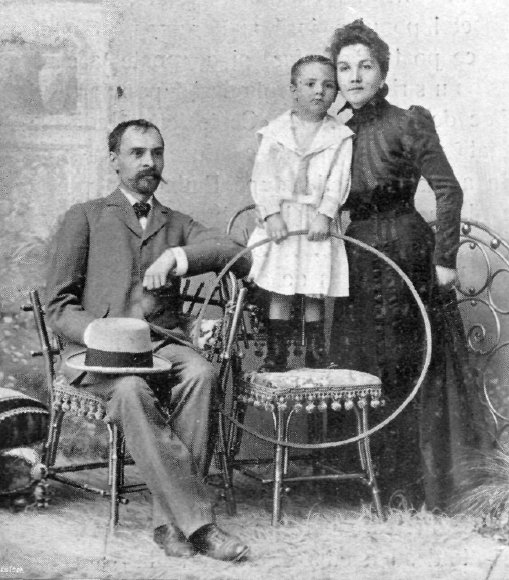
Coșbuc amb dona i fill en una fotografia publicada el 1905

### Primers anys de vida
Coșbuc va néixer a Hordou, un poble del nord-est de Transsilvània, a la província de Bistrița-Năsăud. El seu pare, Sebastian Coșbuc, un sacerdot grec-catòlic que mirava per la seva parròquia, va treure d'una línia que se suposava que va produir catorze generacions consecutives de sacerdots. George va assistir a l'escola primària i es va graduar a classes secundàries al poble veí de Telcs (ara: Telciu). Es va enfocar en la carrera acadèmica encoratjat pel seu pare i va aconseguir els elogis d'instructors. Va ser escollit entre els pocs que s'havien apuntat a cursos avançats al Liceul Românesc (Liceu Romanès), una acadèmia d'ensenyament superior de la ciutat de Năsăud. Aviat es va trobar fent de professor.
Va començar a freqüentar la biblioteca de la institució. Impressionava els seus col·legues amb les seves inclinacions enciclopèdiques, i es va unir a un club literari local, el Virtus Romana Rediviva, una associació que el seu pare veia malament, ja que creia que podria desviar la seva futura carrera com a clergue. El 1884, ja era un mestre molt estimat als 24 anys i va publicar els seus primers poemes a l'almanac anual del club literari.

### Primeres obres
Coșbuc va començar a assistir a cursos a la Universitat Franz Joseph el 1884, mentre recopilava contes de fades i històries populars, que va reescriure i publicar amb èxit local. Es va fer tan popular que tres anys després se li va demanar que es convertís en redactor en cap del principal diari romanès de Cluj, Tribuna.
Aviat va publicar el que es va conèixer àmpliament com la seva primera obra mestra, Nunta Zamfirei ("El casament de Zamfira"), per entusiasmar-lo amb entusiasme als cercles literaris romanesos. Es va traslladar a Bucarest, la capital de Romania, i al centre del discurs cultural d'aquest país. El seu contribueix al periòdic Convorbiri Literare amb una aclamació constant. En col·laboració amb altres antics educadors, va crear un elogiat llibre de text en romanès: Carte românească de citire (el "Llibre de lectura romanès").

### Anys 1890
El 1893 va publicar Balade și idile ("Balades i pastorals"), un volum que va consolidar la seva reputació. Va començar a dedicar-se a la poesia amb subtext polític, escrivint l'emfàtic Noi vrem pământ ("Demandem terra"), Lupta vieții ("Lluita de la vida"), i va fer una panoràmica del debut d'una altra revista literària, Vatra. El 1895 es va casar amb Elena Sfetea.
Es va completar la primera traducció romanesa de l'Eneida de Virgili al 1896, i també va publicar una col·lecció de diversos poemes i contes, Versuri şi proza ('Els versos i prosa'). La seva producció com a traductor és sorprenent: en el lapse de tres anys, va publicar gran part de Kalidassa 's sànscrit Abhignānashākuntala (alguns d'ells a través de alemanys traduccions), i una nova traducció romanesa d'l'Odissea d'Homer. Coșbuc també va emprendre la traducció de diverses obres de Friedrich Schiller. L'Acadèmia Romanesa el va considerar un "membre destacat" el 1898. Va contribuir a la literatura completant, una dècada més tard, l'esforç èpic de traduir completament la Divina Comèdia de Dante Aligheri.

### Vida posterior

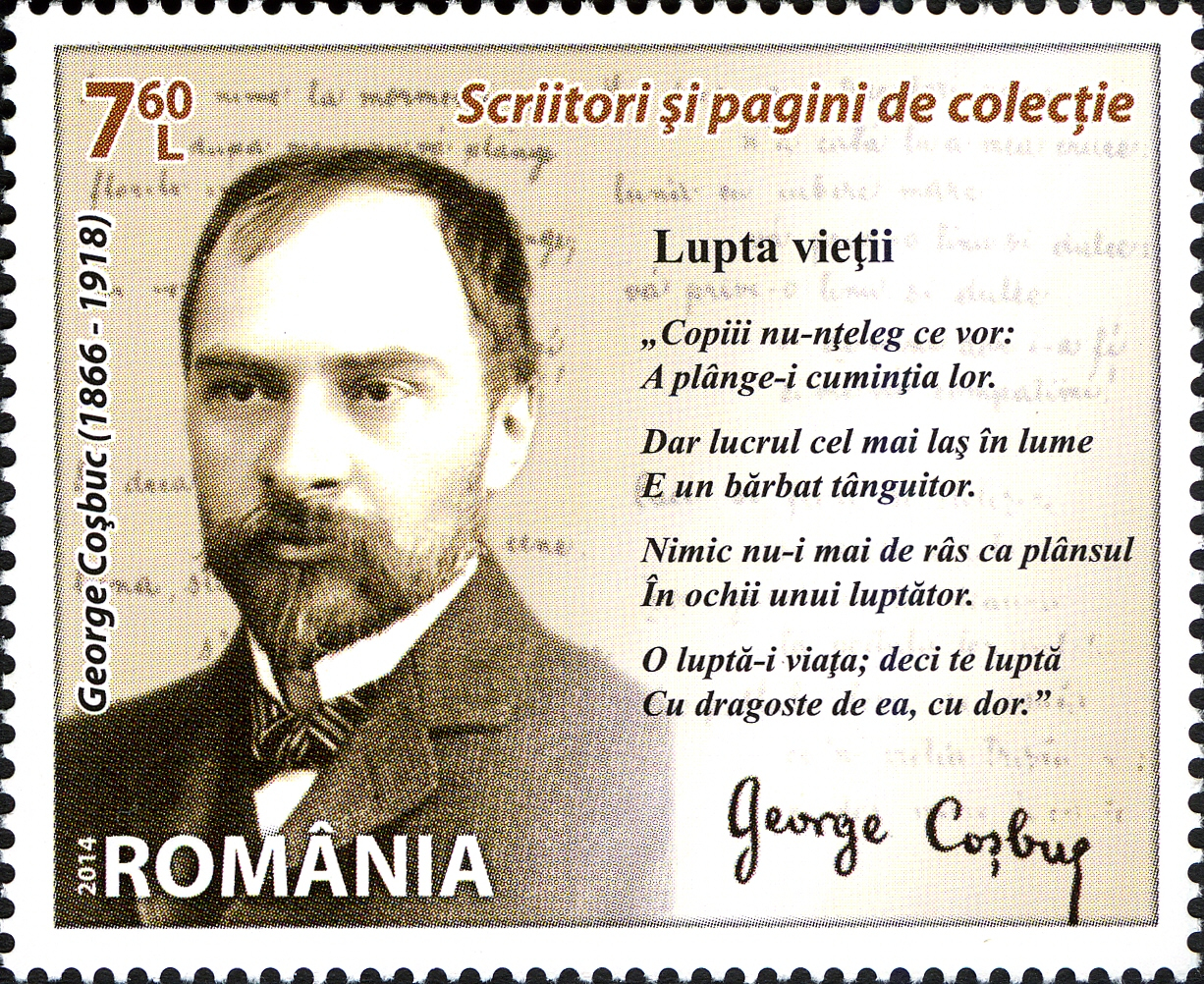
George Coșbuc en un segell romanès del 2014

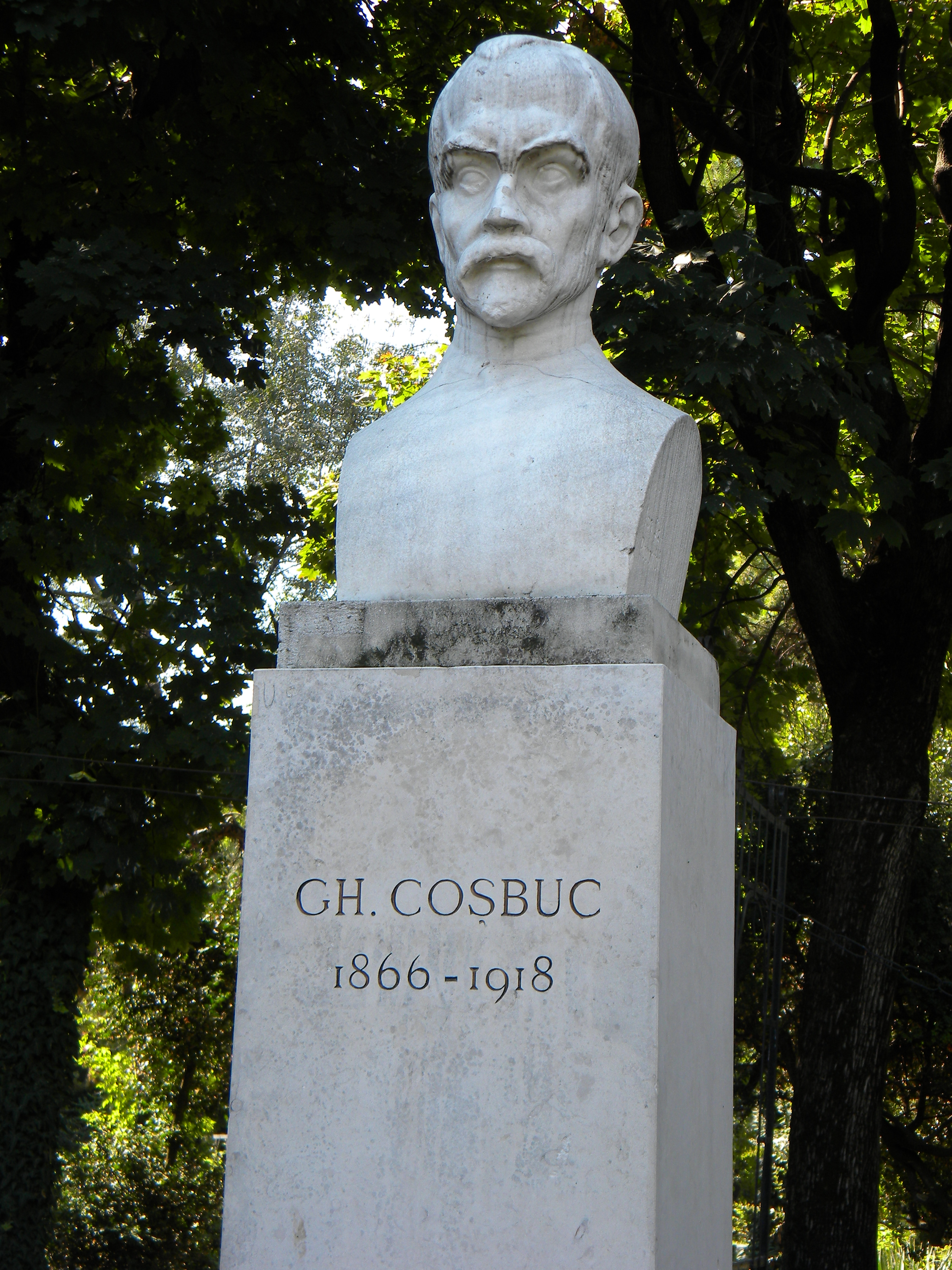
Bust de Coșbuc als jardins de Cișmigiu, Bucarest

El desembre de 1901 es va unir a Alexandru Vlahuță en la fundació i, fins al 1905, de l'edició de la influent revista Sămănătorul, una publicació tradicionalista que apel·lava aquells intel·lectuals que podien reivindicar arrels camperoles. Després de més d'una dècada d'un enorme èxit com a autor, va viure una tragèdia personal l'agost de 1915, quan el seu únic fill, Alexandru, va morir en un accident de trànsit. Desconsolat, Coșbuc va deixar de treballar. Va morir tres anys després a Bucarest i va ser enterrat al cementiri de Bellu.

## Llegat
El nom del seu poble natal es va canviar de Hordou a Coșbuc el 1925. Hi ha busts seus als jardins Cișmigiu de Bucarest, així com a Arad, Bistrița, Cojocna, Iași, Năsăud i Sibiu. Hi ha diverses escoles secundàries que porten el nom de l'escriptor, inclòs el Col·legi Nacional George Coșbuc de Năsăud (fundat el 1863 i rebut el seu nom el 1919), el George Coșbuc National College a Cluj (fundat el 1919 i batejat amb el seu nom el 1959) i el Col·legi Nacional Bilingüe George Coșbuc de Bucarest.